# Mychajło Sochacki
Mychajło Petrowycz Sochacki (ukr. Михайло Петрович Cохацький, ur. 26 czerwca 1959 w Bilcze Złotym) – ukraiński archeolog, krajoznawca, speleolog, osoba publiczna. Członek Tarnopolskiej Rady Obwodowej (2002, 2006). Członek Narodowego Związku Historii Lokalnej Ukrainy (1992), Ukraińskiego Stowarzyszenia Speleologicznego (1993), Towarzystwa Naukowego im. Szewczenki (2000).

## Biografia
Urodził się 26 czerwca 1959 r. we wsi Bilcze Złotym, rejonu borszczowski, obecnie hromada Bilcze Złote rejonu czortkowskiego, obwodu tarnopolskiego, Ukrainy.
Ukończył Wydział Historii Instytutu Pedagogicznego w Kamieńcu Podolskim (1985, obecnie Uniwersytet). Pracował jako nauczyciel, wicedyrektor szkoły średniej w Głęboczeku rejonie borszczowskim (1985–1989), a od 1989 r. dyrektor Muzeum Krajoznawczego w Borszczowie. Kierownik klubu speleologicznego w muzeum.

### Działalność naukowa
Kierownik ekspedycji archeologicznej Narodowej Akademii Nauk Ukrainy, badającej zabytki kultury trypolskiej na Podniestrowiu (od 1991 r.). Ekspedycja, kierowana przez Mychajła Sochackiego, współpracuje z ośrodkami badawczymi w Stanach Zjednoczonych, Wielkiej Brytanii, Uniwersytetem Tokijskim i Uniwersytetem Michigan.
Odkrył Jaskinię Muzejna (2007).
Współredaktor naukowego i lokalnego zbioru wiedzy „Litopys Borszcziwszczyny” (od 1992 r.).
Jest autorem artykułów opartych na wykopaliskach archeologicznych publikowanych w ukraińskich i zagranicznych publikacjach i zbiorach naukowych.
Z inicjatywy Sochackiego w jaskini Werteba w pobliżu wsi Bilcze Złote powstało podziemne muzeum kultury trypolskiej (2004, jedyne na świecie)[3].
Z inicjatywy Sochackiego utworzono podziemne muzeum kultury trypolskiej w jaskini Werteba w pobliżu wsi Bilcze Złote (2004, jedyne na świecie).

## Nagrody
- Zasłużony Pracownik Kultury Ukrainy (2006)[6],
- Uznanie Gabinetu Ministrów Ukrainy (2004),
- Dyplom Ministerstwa Kultury Ukrainy „Najlepszy dyrektor muzeum regionalnego” (2004)[7],
- Nagroda im. Wołodymyra Hnatiuka (2011)[8],
- Nagroda Prezydenta Ukrainy – Medal jubileuszowy „25 lat niepodległości Ukrainy” (2016)[9].